# Robert Wilson
|  | Per a altres significats, vegeu «Robert B. Wilson». |

Robert Wilson (Waco, 1941 - Water Mill, 2025) fou un dramaturg i director de teatre i òpera, considerat un dels creadors escènics més rellevants de l'escena experimental estatunidenca del darrer terç del segle XX. De formació arquitecte, a més d'escriure i dirigir textos teatrals, sovint també dissenyava les seves posades en escena, incloent l'escenografia, l'espai sonor i la il·luminació tant de l'escenari com del seu entorn. Igualment, també va exercir com a coreògraf, pintor, escultor i videoartista.
Wilson va revolucionar l'escena als anys seixanta, a Nova York, amb la seva manera de concebre l'escena, distorsionant les relacions amb l'espai i les paraules, per exemple. Va començar relacionant-se amb la performance i la dansa contemporània, especialment la propera a Merce Cunningham, i treballà com a voluntari amb nens autistes.
Entre altres, va treballar amb artistes com la coreògrafa Lucinda Childs, el dramaturg Heiner Müller, l'actriu Isabelle Huppert o el compositor Philip Glass, amb qui impulsà l'òpera contemporània. Així, l'estrena a Nova York de la seva òpera Einstein a la platja (1976) va marcar un abans i un després en aquest gènere.
En els seus muntatges, Wilson recuperà el concepte wagnerià d'obra d'art "total", tant en les obres teatrals com en les operístiques, on les diferents disciplines artístiques tenen la mateixa rellevància en la posada en escena. La música sempre era el fil conductor dels seus espectacles, prevalent per damunt del text, les accions físiques i el conjunt de l'escenografia, incloent la il·luminació.
Com a director, Wilson cercava la bellesa plàstica de les imatges, sovint amb un fort component oníric a causa del seu interès pel surrealisme i les teories freudianes. Es caracteritzava per usar grans espais escènics, el joc constant amb l'escala dels objectes (per exemple, emprant una pastanaga gegant o un tren minúscul) i, en general, per modificar la percepció de l'espectador alentint el tempo escènic. En els seus muntatges, els intèrprets solien tenir una aparença despersonalitzada i la seva execució tècnica sempre estava molt cuidada.